# El engañao
El engañao, subitulada Versión dramática de la otra cara del Imperio es una obra de teatro de José Martín Recuerda, escrita en 1974 y estrenada en 1981.

## Argumento
La obra recrea la etapa de la vida de San Juan de la Cruz en la que concentra su labor hospitalaria. A través de la pieza el autor realiza una profunda crítica de la sociedad española contemporánea. 

## Estreno
- Teatro Español, Madrid, 13 de febrero de 1981.
  - Dirección: Jaime Chávarri.
  - Escenografía y vestuario: José Hernández.
  - Música: Antón García Abril.
  - Intérpretes: Antonio Iranzo (San Juan), Marisa Paredes, Marisa de Leza, Enriqueta Carballeira, Margarita Calahorra, Berta Riaza, Amelia de la Torre, Francisco Casares, José Luis Lespe, Alejandro Ulloa, Juan Meseguer.

## Premios
- Premio Lope de Vega (1975).